# The Wind Blows
The Wind Blows è una canzone della band alternative rock statunitense The All-American Rejects, secondo singolo estratto dall'album When the World Comes Down, edito nel 2008.

## Video
Il videoclip è stato girato e diretto da Rich Lee il 30 e il 31 marzo 2009.

## Classifiche
| Chart (2009)                          | Peak position |
| ------------------------------------- | ------------- |
| U.S. Billboard Pop 100                | 56            |
| U.S. Billboard Pop 100 Airplay        | 44            |
| U.S. Billboard Mainstream Top 40      | 34            |
| U.S. Billboard Hot Singles Sales      | 41            |
| U.S. Billboard Hot Videoclip Tracks   | 8             |
| U.S. Billboard Bubbling Under Hot 100 | 13            |